# Gallina ampurdanesa
La gallina ampurdanesa es una raza de gallina española originaria de las comarcas del Ampurdán (provincia de Gerona). Es un ave de tipo mediterráneo mediano, de cresta sencilla con clavel, las ojerillas más bien rojas y los tarsos amarillos.
Es una raza muy rústica, con una puesta media de ciento setenta huevos anuales, con cierta tendencia a incubar y buen comportamiento materno. Unas poblaciones de la variedad roja han sido mejoradas y son utilizadas en producción de carne de calidad.

## Características
- Plumaje: de formas redondeadas y ceñido.
- Huevos: de 60 g mínimo, con la cáscara de color marrón rojizo intenso.
- Peso: gallo de 2,4 a 3 kg – gallina de 1,7 a 2,4 kg